# World Series 1982
Le World Series 1982 sono state la 79ª edizione della serie di finale della Major League Baseball al meglio delle sette partite tra i campioni della National League (NL) 1982, i St. Louis Cardinals, e quelli della American League (AL), i Milwaukee Brewers. A vincere il loro nono titolo furono i Cardinals per quattro gare a tre.
Anche se le due squadre non si erano mai incontrate, le loro città di provenienza avevano una rivalità commerciale nel campo della birra, con St. Louis che era la casa della Anheuser-Busch, la quale possedeva i Cardinals, mentre Milwaukee ospitava la Miller Brewing Company e i precedenti rivali della Anheuser-Busch, da cui proveniva lo stesso nome della squadra. Questo portò i media a ribattezzare l'evento "Suds Series" (la "Serie della schiuma").

## Sommario
St. Louis ha vinto la serie, 4-3.
| Gara | Daa        | Risultato                                       | Stadio         | Tempo | Stadio |
| ---- | ---------- | ----------------------------------------------- | -------------- | ----- | ------ |
| 1    | 12 ottobre | Milwaukee Brewers – 10, St. Louis Cardinals – 0 | Busch Stadium  | 2:30  | 53.723 |
| 2    | 13 ottobre | Milwaukee Brewers – 4, St. Louis Cardinals – 5  | Busch Stadium  | 2:54  | 53.723 |
| 3    | 15 ottobre | St. Louis Cardinals – 6, Milwaukee Brewers – 2  | County Stadium | 2:53  | 56.556 |
| 4    | 16 ottobre | St. Louis Cardinals – 5, Milwaukee Brewers – 7  | County Stadium | 3:04  | 56.560 |
| 5    | 17 ottobre | St. Louis Cardinals – 4, Milwaukee Brewers – 6  | County Stadium | 3:02  | 56.562 |
| 6    | 19 ottobre | Milwaukee Brewers – 1, St. Louis Cardinals – 13 | Busch Stadium  | 2:21  | 53.723 |
| 7    | 20 ottobre | Milwaukee Brewers – 3, St. Louis Cardinals – 6  | Busch Stadium  | 2:50  | 53.723 |

## Hall of Famer coinvolti
- Cardinals: Whitey Herzog (man.), Ozzie Smith, Bruce Sutter
- Brewers: Rollie Fingers, Paul Molitor, Don Sutton, Robin Yount